# Señora tentación
Señora tentación é uma telenovela estadunidense exibida em 1994 pela Telemundo. Foi protagonizada por Lucía Méndez e Danilo Santos com atuação antagônica de Miguel Ángel Rodríguez.

## Elenco
- Lucía Méndez .... Rosa Moreno
- Danilo Santos .... Víctor Manuel
- Miguel Ángel Rodríguez .... Ignacio Artigas
- Braulio Castillo .... Alirio Moncada
- Zully Montero .... Marlene
- Isela Vega .... Tamara
- Manny Rodriguez .... Ricardo Monteverde
- Lourdes Chacón .... Alicia
- Miguel Ángel Suárez .... Gerardo del Río
- Herrnán O'Neill .... Rodrigo
- Pedro Juan Figueroa .... Gen. Leonardo Bustillos
- Maricarmen Avilés .... Jacqueline Bustillos